# هلال الفارع
هلال الفارع (25 يناير 1954م)، هو الشاعر الفلسطيني هلال محمد الفارع، ابن قرية جميلة نائمة على سفح عنوان في فلسطين، هي قصرة إحدى جدائل مدينة نابلس عمل في بداية حياته معلّمًا للّغة العربية لفترة قصيرة في الكويت، وعمل حوالي تسع سنوات محررًا ثقافيًا في جريدة القبس الكويتية حتى العام 1990م،
ويعمل الآن خبيرًا تربويًا، ومديرًا للتحرير في إحدى المؤسسات الفكرية الكبيرة في المملكة العربية السعودية. متزوج وله من البنات ثلاث: (خريجات الجامعة الأردنية، وجامعة سمية) ومن البنين ثلاثة (خريجو جامعة البلقاء التطبيقية، وجامعة العلوم التطبيقية، والجامعة الأردنية).
هواياته أغلاها كتابة الشعر، وأبسطها القراءة، أقام عدة أمسيات شعرية في الكويت، وشارك في عدد أكبر منها، وفي غير الشعر،
كتب القصة القصيرة، وفي مجال المقال كتب كثيرًا، وكانت له زاوية ثقافية بعنوان «وقفة».. كما أنه كتب عددًا من المقالات
الاجتماعية والسياسية، واستعرض مئات الكتب الصادرة، وكل ذلك كان في أثناء عمله الصحفي.

## حياته ودراسته
دراسته الابتدائية والإعدادية كانت في قريته قصرة، أكمل دراسته الثانوية في ثلاث محطات: الأول الثانوي في قرية
" حوارة – نابلس "، والثاني الثانوي في سجن نابلس المركزي – حيث اعتقلته قوات الاحتلال الإسرائيلي
مدة سنة إلا قليلاً، مع إخوانه الإثنين الذين يكبرانه، وبعد استشهاد والده الشهيد محمد الفارع في معركة شهيرة تسمى
«معركة جمّاعين» أيام جذوة المقاومة الفلسطينية، وتقدم خلال فترة الاعتقال لاختبار الصف الثاني الثانوي،
واجتازه بنجاح.. أما الثالث الثانوي فتوزّع بين مدرستي الصلاحية الثانوية، والنجاح الوطنية، وكلاهما في مدينة نابلس.
الدراسة الجامعية أيضًا توزعتها جامعتان: جامعة بيروت العربية، حيث حالت الحرب الأهلية هناك دون إكمال دراسته،
فتحول إلى جامعة الكويت، وتخرج فيها عام 1980م، حين حصل على بكالوريوس الأدب العربي بمرتبة الشرف الأولى.

## أهم الدوريات التي نشر فيها
نشر قصائده في جريدة القبس الكويتية بشكل رئيس، وفي صحف أخرى كالوطن (جريدة كويتية)، وجريدة الأنباء، وجريدة الرأي العام.
كما نشر عدداً من القصائد في عدد من المجلات، من بينها اليقظة، والنهضة، ومرآة الأمة في الكويت،
والمنتدى في الإمارات العربية المتحدة. إضافة إلى ذلك وجدت له قصائد منشورة في عدد من الصحف والمجلات العربية....
يتم نشر قصائده الآن وترجمتها إلى أكثر من لغة في منتديات جمعية المترجمين واللغويين الدولية، وهو نائب رئيسها لشؤون الإعلام، وعضو المجلس الاستشاري فيه، وقد كرمته الجمعية في العام 2008م، فمنحته شهادة الدكتوراة الفخرية، وكان بذلك من بين عشرة منحوا هذه الدرجة على مستوى الوطن العربي.
كتب مئات القصائد، ونشر ما يزيد عن ثلاثمئة قصيدة بقليل، ولديه أكثر من مئتي قصيدة مخطوطة، لم تنشر، ولم تطبع.

## مؤلفاته
- هدايا آخر الليل | 1988م
- حب في زمن الخوف | 2012م
- فصل من شقاء العطر | 2012م
- دماء الفجر.. وحنّاء الأجنحة | 2012م

كما أن له مجموعة «إلكترونية» منشورة بعنوان «دم غزة مختلف جداً»

## وصلات خارجية
- صفحة الشاعر هلال الفارع في الموسوعة العالمية للشعر العربي «أدب»
- صفحة الشاعر هلال الفارع على موقع التواصل الاجتماعي "فيسبوك"  على فيسبوك.
- فيديو: الشاعر خلال أمسية في الدوحة بمناسبة ذكرى النكبة على يوتيوب
- فيديو: هلال الفارع في ملتقى النيلين الأول للشعر العربي على يوتيوب
- فيديو: لا تعذلي ضجة الأحبار في قلمي على يوتيوب
- فيديو: ما عدت أطلب خبزكم ! على يوتيوب
- فيديو: أأنتِ مثلي.. فطوبى للمثيلاتِ ! على يوتيوب
- فيديو: يا أم هذي الأرض.. يا حنونة الشعراء على يوتيوب